# Multiplicidad (filosofía)
Multiplicidad es un concepto filosófico que desarrollaron a partir de la multiplicidad matemática de Bernhard Riemann. Forma una parte importante de la filosofía de Gilles Deleuze, particularmente en su colaboración con Félix Guattari Capitalismo y esquizofrenia (1972–80). En su Foucault (1986), Deleuze describe La arqueología del saber de Michel Foucault (1969) como «el paso más decisivo hasta ahora en la teoría-práctica de las multiplicidades».

## La perspectiva de Deleuze
Deleuze argumenta en su comentario Bergsonismo (1966) que la noción de multiplicidad forma una parte central de la crítica de Bergson a la negatividad y el método dialéctico. La teoría de las multiplicidades, explica, debe ser distinguida de los problemas filosóficos tradicionales de «el Uno y lo Múltiple». Al oponer «el Uno y lo Múltiple», la filosofía dialéctica reclama «reconstruir lo real», pero este reclamo es falso según argumenta Bergson, dado que «implica conceptos abstractos que son demasiado generales».
En vez de referirse a lo «Múltiple en general», la teoría de Bergson de las multiplicidades distingue entre dos tipos de multiplicidad: multiplicidades continuas y multiplicidades discretas (una distinción que desarrolló a partir de Bernhard Riemann).
Las características de esta distinción puede ser tabuladas de la siguiente manera:
| Multiplicidades continuas     |  | Multiplicidades discretas    |
| ----------------------------- |  | ---------------------------- |
| diferencias de naturaleza     |  | diferencias de grado         |
| división heterogénea          |  | división homogénea           |
| algebraicas - cualitativas    |  | aritméticas - cuantitativas  |
| las diferencias son virtuales |  | las diferencias son actuales |
| continuas                     |  | discontinuas                 |
| discriminación cualitativa    |  | discriminación cuantitativa  |
| simultáneas                   |  | sucesivas                    |
| de fusión                     |  | de yuxtaposición             |
| organización                  |  | orden                        |
| subjetivo - sujeto            |  | objetivo - objeto            |
| duración                      |  | espacio                      |